# فران رودریگز
فران رودریگز (انگلیسی: Fran Rodríguez؛ زادهٔ ۸ فوریهٔ ۱۹۹۰) بازیکن فوتبال اهل اسپانیا است.
از باشگاه‌هایی که در آن بازی کرده‌است می‌توان به باشگاه فوتبال اتلتیکو مادرید و باشگاه فوتبال اتلتیکو مادرید بی اشاره کرد.